# 秋吉一成
秋吉 一成（あきよし かずなり） は、日本の化学者。京都大学名誉教授。元高分子学会会長。祖父は高分子化学者で九州大学名誉教授の秋吉三郎。

## 人物・経歴
福岡県北九州市出身。化学者の秋吉三郎九州大学名誉教授は祖父。明治学園中学校、福岡県立小倉高等学校を経て、1980年九州大学工学部合成化学科卒業、1985年九州大学大学院工学研究科博士課程修了、工学博士。祖父の弟子に当たる村上幸人に師事。
同年パデュー大学化学科博士研究員。1987年長崎大学工学部工業化学科講師。1989年京都大学工学部高分子化学科助手。1993年京都大学大学院工学研究科合成・生物化学専攻助手。1993年京都大学大学院工学研究科合成・生物化学専攻助教授。1997年ルイ・パスツール大学客員助教授。1999年科学技術振興事業団さきがけ研究21「組織化と機能」研究員兼任。1999年工業技術院物質工学工業技術研究所客員研究員。
2002年東京医科歯科大学生体材料工学研究所教授。2005年東京工業大学精密工学研究所客員教授。2010年京都大学大学院工学研究科教授。2011年科学技術振興機構戦略的創造研究推進事業総括実施型研究秋吉バイオナノトランスポータープロジェクト研究総括兼任。高分子学会副会長。2017年ノルウェー科学技術大学客員教授。2020年高分子学会会長、日本化学会近畿支部長。2023年京都大学名誉教授、京都大学大学院医学研究科医学専攻感染・免疫学講座免疫細胞生物学研究員（非常勤）・特任教授。
卓越した研究力を有し、これまでに300報以上の論文を報告している（2023年度末時点）

## 受賞
- 日本化学会若い世代の特別講演賞 1994[10]
- ゴードン研究会議（高分子分野）ポスター賞 1997[10]
- 高分子学会学会賞（科学） 1998[10]
- Barre Lecturer Award 2001[10]
- マイクロ・ナノメカトロニクスとヒューマン科学に関する国際会議 Best paper 賞 2007[10]
- 日本DDS学会永井賞 2014[4]
- 日本化学会賞 2018[4]
- 文部科学大臣表彰科学技術賞 2018[4]
- 市村学術賞貢献賞 2022[11]